# Marc Collins-Rector
Marc John Collins-Rector (né le 16 octobre 1959) est un homme d'affaires américain, connu pour avoir créé Digital Entertainment Network, un diffuseur de vidéos en streaming en ligne et pour un échec notable de la dot-com, ainsi que ses associations avec Hollywood et avec des personnalités médiatiques.
Il est actuellement fugitif, après avoir été condamné comme délinquant sexuel (sa condamnation pour abus sexuel sur mineur a été médiatisée par un documentaire, An Open Secret, diffusé en 2014). 
En 2021, son nom figure dans les Pandora Papers.

## Biographie
Né avec le nom de Mark John Rector, il a changé son nom en Marc Collins-Rector en 1998.
Au début des années 1980, Rector fonde Telequest, une entreprise de télécommunications créée et basée en Floride.
En 1984, il a créé World TravelNet, une entreprise coordonnant électroniquement des croisières et des circuits touristiques ; sa filiale, World ComNet, a été introduite à la Bourse de Vancouver en 1987. Sa valorisation a brièvement culminé à 100 millions de dollars avant qu'une concurrence croissante ne la conduise à la faillite.
En 1991, Rector fonde ensuite Concentric Network, un premier Fournisseur d'accès à Internet, avec son partenaire Chad Shackley.

## Fondation de la DEN
En 1995, Rector et Shackley vendent Concentric et avec les revenus de la vente, ainsi qu'avec près de 100 $ millions apportés par des investisseurs et du capital-risque, ils créent une première société de diffusion de contenu multimédia sur Internet : Digital Entertainment Network ou DEN. Collins-Rector en était cofondateur et président. 
Il a épuisé ses fonds à la suite d'une introduction en bourse ratée, et la société s'est effondré pendant que des rumeurs d'abus sexuel sur mineur, concernant Collins-Rector, affirmaient que ce dernier contraignait des adolescents en usant de drogues et d'armes à feu.

## Condamnation pour abus sexuels sur mineurs

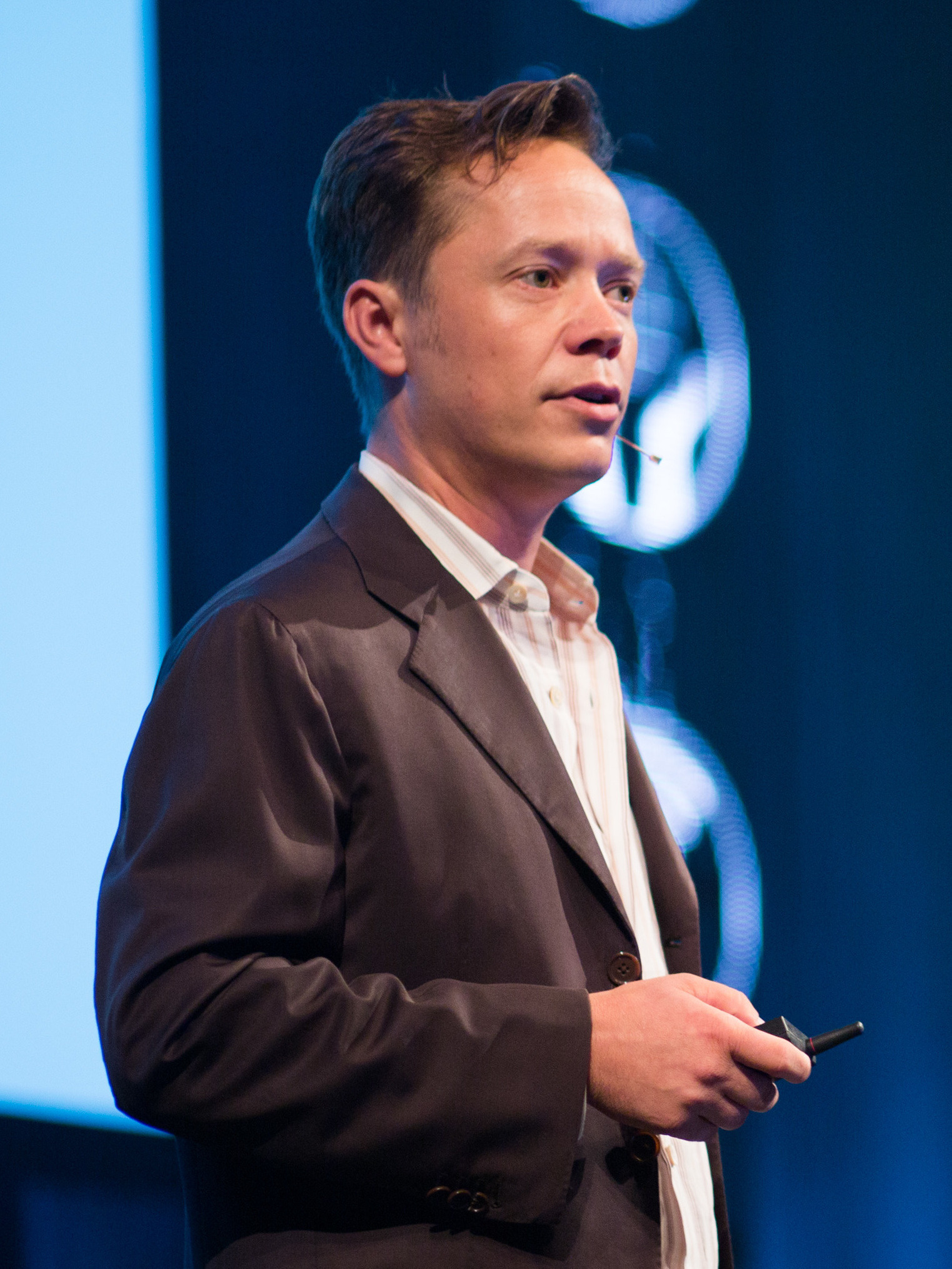
Brock Pierce, devenu président de la Fondation Bitcoin,.

Dans un manoir de Los Angeles, Collins-Rector et ses partenaires commerciaux (Chad Shackley et Brock Pierce) organisaient des fêtes somptueuses, auxquelles assistaient des homosexuels de la « liste A » d'Hollywood (liste d'acteurs majeurs de l'industrie du cinéma d'Hollywood, créée par James Ulmer). C'est durant ces fêtes que Collins-Rector et d'autres auraient agressé sexuellement des adolescents. 
En août 2000, un grand jury fédéral du New Jersey a inculpé Collins-Rector d'accusations criminelles selon lesquelles il a transporté des mineurs à travers les frontières de l'État dans le but d'avoir des relations sexuelles avec eux. Après son inculpation, Collins-Rector s'est enfui en Espagne avec Shackley et Pierce. Interpol les a arrêtés deux ans plus tard, en mai 2002, dans une maison de la ville balnéaire de Marbella, dans le sud de l'Espagne. Des armes à feu, des machettes et de la pédopornographie ont été trouvés dans leur villa. 
Collins-Rector a combattu la procédure d'extradition durant deux ans avant de retourner aux États-Unis, où il a plaidé coupable pour huit chefs d'accusation de séduction d'enfants et s'est inscrit au fichier des délinquants sexuels. Il a admis avoir attiré cinq mineurs à travers les frontières de l'État à des fins sexuelles. Sa détention dans une prison espagnole a été prise en compte et, enregistré comme délinquant sexuel, il devait simplement se soumettre à une surveillance hebdomadaire.
En 2006, un tribunal de district américain a accordé à Collins-Rector une autorisation spéciale de se rendre au Royaume-Uni afin d'y recevoir un traitement pour une tumeur au cerveau. Il a ensuite renoncé à sa citoyenneté américaine, et n'est jamais retourné aux États-Unis. 
En 2007, il a été photographié à Londres, et en 2008, il vivait en République dominicaine. 
En 2014, il vivait dans une « ville portuaire européenne » sous les noms de Mark Collins et Morgan von Phoenix.

## Accusation de liens avec IGE
Des médias ont affirmé que Collins-Rector était un partenaire silencieux de la société de services MMORPG IGE, fondée par l'ancien vice-président de DEN Brock Pierce, maintenant président de la Fondation Bitcoin,.
IGE a initialement utilisé une adresse dans la ville de Marbella, en Espagne, où Collins-Rector, Shackley et Pierce partageaient une villa jusqu'à ce qu'elle soit perquisitionnée par Interpol en 2002.

## Pandora Papers
La grande enquête journalistique d'investigation sur les Pandora Papers a montré que Collins-Rector n'a pas payé l'argent qu'il devait verser à l'une de ses victimes. En dépit du fait qu'il était recherché et fugitif, il a de plus pu transférer certains de ses actifs à l'étranger dans l'un des paradis fiscaux les plus notoires. Pour seulement 500 $, un prestataire de service offshore lui a créé une fiducie au Belize. Cette société est « devenue un guichet unique pour les clients américains, dont au moins une douzaine ayant protégé des actifs tout en faisant face à enquêtes criminelles ou poursuites coûteuses ».